# Tolga Doğantez
Tolga Doğantez (* 22. Februar 1975 in Izmir) ist ein ehemaliger türkischer Fußballspieler. Er wird mit den Vereinen Gençlerbirliği Ankara und Beşiktaş Istanbul assoziiert. Für Gençlerbirliği spielte er fünf Spielzeiten und wurde während dieser Zeit Türkischer Pokalsieger. Bei Beşiktaş spielte er zwar nur eine Saison, war aber in dieser Saison Teil der Mannschaft zur 100-jährigen Vereinsgründung, die vor allem in Fankreisen als legendär aufgefasst wird.

## Spielerkarriere

### Verein
Tolga Doğantez begann mit dem Vereinsfußball in den Jugendmannschaften diverser Amateurklubs seiner Heimatstadt Izmir. Zur Saison 1993/94 wechselte er als Siebzehnjähriger mit einem Amateurvertrag ausgestattet zum damaligen Drittligisten Akhisarspor. Hier schaffte er es schnell in die Stammformation und absolvierte bis zum Saisonende 21 Ligabegegnungen für seinen Verein. Sein Verein verpasste zum Saisonende den Klassenerhalt und musste einen Teil seines Kaders ziehen lassen. So verließ auch Doğantez den Verein und wechselte zum Zweitligisten Turgutluspor. Hier spielte er nur die Hinrunde und absolvierte dabei nur vier Ligaspiele. Zur Rückrunde wurde er an den Drittligisten Yeni Bornovaspor aus Izmir ausgeliehen. Hier etablierte er sich auf Anhieb, sodass er zum Saisonende samt Ablösesumme zu Bornovaspor wechselte. Zum Sommer 1996 wechselte er innerhalb der Liga zu Aliağa SK, einem weiteren Drittligisten der Provinz Izmir.
Nach einem Jahr bei Aliağa verließ er den Verein und wechselte in die 2. Lig zum osttürkischen Verein Adıyamanspor. Hier fiel er den Talentjägern des Erstligisten Gençlerbirliği Ankara auf und wechselte zur Winterpause zu den Hauptstädtern. Gençlerbirliği hatte sich mit Beginn der Präsidentschaft von İlhan Cavcav darauf spezialisiert, landesweit, gar weltweit junge Talente an den Verein zu binden bzw. selbst aus dem Nachwuchs hervorzubringen, sie dann zu kompletten Spielern auszubilden und anschließend gewinnbringend an die großen Vereine des türkischen Fußballs weiterzuverkaufen.
Bei seinem neuen Verein arbeitete Doğantez unter dem Trainer Yılmaz Vural. Dieser Trainer übernahm die Mannschaft erst Mitte November 1997 und war dafür bekannt, dass er gerne mit jungen Spielern arbeitete. So erhielt Doğantez mit Rückrundenbeginn beim Erstligisten schnell einen Platz in der Startelf und zählte mit 15 Erstligaeinsätzen zu den auffälligsten jungen Spielern der Saison. Für die kommende Saison wurde der slowakische Trainer Karol Pecze zum Cheftrainer von Gençlerbirliği ernannt. Unter diesem Trainer entwickelte sich Doğantez weiter und spielte in seiner zweiten Spielzeit bei Gençlerbirliği in 31 von 34 möglichen Ligapartien. Zur Rückrunde der Spielzeit 1999/00 wurde Pecze durch den türkischen Trainer Samet Aybaba ersetzt. Auch unter diesem Trainer erhielt Doğantez seinen Stammplatz und avancierte am Saisonende zu einem der meistumworbenen Spieler der Liga. Die Saison beendete man auf dem 5. Tabellenplatz und erreichte die beste Platzierung des Vereins nach der Spielzeit 1965/66. Die nächste Saison steigerte Doğantez seine Leistungen erneut und wurde als Belohnung im Jahr 2001 dreimal für den Kader der türkischen A-Nationalmannschaft nominiert. In der Liga belegte er mit Gençlerbirliği einen eher enttäuschenden 10. Tabellenplatz, erreichte aber im Türkischen Fußballpokal derselben Spielzeit das Finale. Das Finale gewann man nach Elfmeterschießen 4:1 gegen Fenerbahçe Istanbul und gewann nach 1986/87 das zweite Mal in der Vereinsgeschichte diese Trophäe. Doğantez erzielte dabei den entscheidenden Elfmeter zum 4:1-Endstand.
Nach diesen Leistungen interessierten sich die drei großen Istanbuler Vereine Beşiktaş, Fenerbahçe und Galatasaray für Doğantez. Beşiktaş zeigte das größte Interesse und begann früh mit den Verhandlungen. Da Doğantez mit Gençlerbirliği einen Vertrag bis 2002 hatte und somit nach einem Jahr ablösefrei den Verein verlassen konnte, hatte auch Gençlerbirliği Interesse daran, Doğantez noch im Sommer 2001 gewinnbringend abzugeben. Kurze Zeit wurde der Wechsel Doğantez’ zu Beşiktaş verkündet. Bei seinem neuen Verein konkurrierte er auf der Abwehrposition mit den beiden brasilianischen Innenverteidigern Carlos Zago und Ronaldo Guiaro. Dennoch schaffte er es auf Anhieb in die Mannschaft und spielte die ersten Spieltage der Saison durchgängig. Im Saisonverlauf verlor er aber seinen Stammplatz und kam eher als Ergänzungsspieler zum Einsatz und absolvierte 17 Erstligabegegnungen. Für Beşiktaş hatte die Saison 2002/03 eine große Bedeutung, da man das 100-jährige Vereinsbestehen feierte. Von Vereins- und Fanseite stellte man große Ansprüche an die Mannschaft und erwartete in sämtlichen Wettbewerben Erfolge. So beendete man die Saison als Türkischer Meister und wurde hier den Erwartungen gerecht. Im UEFA-Pokal der Spielzeit 2002/03 erzielte man mit der Viertelfinalteilnahme das bis dato beste Abschneiden der Vereinsgeschichte in den europäischen Vereinswettbewerben.
Für die anstehende Saison beabsichtigte man die Mannschaft weiter aufzubauen, um die Meisterschaft zu verteidigen und auch international besser abzuschneiden. So wurden einige Spieler vom rumänischen Trainer Mircea Lucescu auf die Liste der Spieler gesetzt die den Verein verlassen sollten. Unter diesen Spielern befand sich auch Doğantez. So verließ Doğantez nach einer Saison Beşiktaş und wechselte innerhalb der Liga zum Stadtkonkurrenten İstanbulspor. Bei seinem neuen Verein blieb er nur bis zur Rückrunde und ging dann zu den Hauptstädtern von MKE Ankaragücü. Die nachfolgende Zeit wechselte er in nahezu jeder Saison zwei- manchmal gar dreimal den Verein und spielte so bei einer Vielzahl von Erstligisten.
Für die Rückrunde der Spielzeit 2008/09 einigte er sich mit dem Zweitligisten Manisaspor. Hier erreichte er mit seiner Mannschaft zum Saisonende die Meisterschaft der TFF 1. Lig und damit den direkten Aufstieg in die Süper Lig. Trotz dieses Erfolges verließ er Manisaspor und wechselte zum Mitaufsteiger Diyarbakırspor. Zur Rückrunde verließ er diesen Klub und ging zum Zweitligisten Boluspor. Zum Saisonende wechselte er ein weiteres Mal, diesmal zum Ligakonkurrenten Karşıyaka SK. Für diesen Verein spielte er eine ganze Spielzeit bis zum Sommer 2011, erhielt aber anschließend keine Vertragsverlängerung. Da er für die anstehende Saison keinen Verein fand, blieb er die Hinrunde vereinslos. Für die Rückrunde einigte er sich dann mit dem Drittligisten Turgutluspor.

### Nationalmannschaft
Tolga Doğantez wurde im Februar 2001 vom damaligen Nationaltrainer Şenol Güneş im Rahmen eines Testspiels gegen die Niederländische Nationalmannschaft zum ersten Mal für das Aufgebot der türkischen Nationalmannschaft nominiert und gab während dieser Begegnung sein Länderspieldebüt Später wurde er zwei weitere Male für die Nationalmannschaft nominiert und absolvierte noch eine weitere Begegnung.
2002 und 2003 spielte er zweimal für die zweite Auswahl der Türkei.

## Erfolge

### Als Spieler
- Mit Gençlerbirliği Ankara
  - Türkischer Pokalfinalsieger: 2000/01
  - TSYD Kupası: 1998
- Mit Beşiktaş Istanbul
  - Türkischer Meister: 2002/03
  - Viertelfinalist des UEFA-Pokals: 2002/03
- Mit Manisaspor
  - Meisterschaft der TFF 1. Lig: 2008/09
  - Aufstieg in die Süper Lig: 2008/09